# Alfred Meyer
Gustav Alfred Julius Meyer  (Gottinga, 5 ottobre 1891 – Hessisch Oldendorf, 11 aprile 1945) è stato un politico tedesco, ufficiale nazista, si è unito al partito nazista nel 1928 ed è stato il Gauleiter del Nord Westfalia dal 1931 al 1945, l'Oberpräsident della provincia di Westfalia dal 1938 al 1945 e il Reichsstatthalter di Lippe e Schaumburg-Lippe dal 1933 al 1945.
Al momento della sua morte alla fine della seconda guerra mondiale, era Segretario di Stato e il Vice Reichsminister nel Ministero del Reich per i Territori occupati dell'Est (Reichministerium für die Besetzten Ostgebiete o Ostministerium). Ha rappresentato il ministero con Georg Leibbrandt nella conferenza di Wannsee. Si suicidò nell'aprile 1945.

## Biografia

### Primi anni
Meyer è nato a Gottinga, figlio di un funzionario pubblico prussiano di stanza a Gottinga a causa dei suoi doveri ufficiali. La famiglia borghese era originaria di Essen. Studiò al Ginnasio di Soest, diplomandosi nel 1911.
Nel 1912 divenne un Fahnenjunker (ufficiale cadetto) con Infanterieregiment 68 (Koblenz), supera l'esame di ufficiale nel 1913 ed viene promosso tenente. Durante la prima guerra mondiale combatté con il reggimento di fanteria 363 sul fronte occidentale, guadagnandosi la croce di ferro di prima e seconda classe e il distintivo per feriti.
Nel 1917 fu ferito e catturato dai francesi. Questa esperienza, secondo lui stesso, fu particolarmente traumatica, tanto da lasciarlo carico di odio nei confronti della Francia. Rilasciato dalla prigionia nel marzo 1920, il Reichswehr ridimensionato non gli era più congeniale e lasciò l'esercito con il grado di Hauptmann.
Dopo la guerra, Meyer studiò giurisprudenza e scienze politiche all'Università di Bonn e poi a Würzburg, laureandosi con il dottorato di ricerca. Nel 1922 entrò nell'ufficio legale di una società mineraria di Gelsenkirchen. Nel 1924 si unì alla loggia massonica locale. Meyer era anche il presidente dell'unità locale del Kyffhäuserbund. Ha sposato Dorothee Capell nel 1925 e ha avuto cinque figlie da lei.

### Carriera nel Terzo Reich
Nell'aprile 1928, Meyer si iscrisse al partito nazista. Il partito era ancora estremamente debole in Vestfalia durante la fine degli anni '20, infatti in quel periodo contava solo circa trecento membri nella città di Gelsenkirchen. In meno di un anno Meyer salì alla posizione di Ortsgruppenleiter ("capogruppo locale") e nel novembre 1929 fu promosso a Bezirksleiter ("capo distretto") del distretto di Emscher-Lippe in Westfalia. Nel novembre 1929 fu anche eletto come unico rappresentante del partito nazista nel consiglio comunale di Gelsenkirchen.
Nel settembre 1930 divenne membro del Reichstag e il 31 gennaio 1931 NSDAP Gauleiter nel nord della Westfalia. Il 14 settembre 1932 fu eletto al Landtag prussiano. Dopo la presa del potere da parte dei nazisti nel 1933, Meyer fu nominato Reichsstatthalter federale ("governatore") degli Stati tedeschi di Lippe e Schaumburg-Lippe il 16 maggio 1933. Fu anche nominato Staatsminister (Ministro dello Stato) nei governi statali di Lippe e Schaumburg-Lippe con effetto dal 1 febbraio 1936. Infine, il 4 novembre 1938 fu nominato Oberpräsident della provincia prussiana di Westfalia, unendo così sotto il suo controllo i più alti uffici di partito e di governo in tutte le sue giurisdizioni. Fu promosso SA-Gruppenführer il 20 aprile 1936 e SA-Obergruppenführer il 9 novembre 1938.
Il 6 settembre 1939, Meyer fu nominato Chef der Zivilverwaltung (Capo dell'amministrazione civile) in Occidente. Il 29 maggio 1940 fu nominato Commissario per la Difesa del Reich per il Distretto Militare VI durante l'assenza in Norvegia di Josef Terboven. Il 17 luglio 1941 divenne Segretario di Stato e Vice di Alfred Rosenberg al Ministero del Reich per i Territori occupati dell'Est. Meyer era responsabile dei dipartimenti di politica, amministrazione ed economia. In questo ruolo ha utilizzato principalmente i lavoratori ebrei come schiavi assegnati a una varietà di compiti. Meyer ha partecipato alla conferenza di Wannsee nel gennaio 1942 come rappresentante di Rosenberg. Il 16 novembre di quell'anno fu anche nominato Reichsverteidigungskommissar (Commissario per la Difesa del Reich) nel Gau della Westfalia-Nord.

### Morte
Meyer è stato trovato morto l'11 aprile 1945, vicino al fiume Weser. La causa della morte fu il suicidio, molto probabilmente provocato dall'imminente sconfitta della Germania nella guerra.

## Rappresentazioni
Nel film della HBO del 2001 Conspiracy - Soluzione finale, Meyer è stato interpretato da Brian Pettifer.